# Télécom Développement
Télécom Développement (TD) était une filiale de la SNCF chargée du déploiement d'un réseau de télécommunications déployé le long des voies de chemin de fer, exclusivement par de la fibre optique. 
Cette société est créée dans un contexte où l'État français ouvre le marché des télécommunications à la concurrence. En tant qu'actionnaire principal de l'opérateur historique, France Télécom, et afin de favoriser l'émergence d'une concurrence, l'État utilise la SNCF comme opérateur industriel du premier réseau alternatif à celui de l'opérateur historique.
Elle a été créée en 1996 par la SNCF juste avant la séparation SNCF/RFF. Elle était nantie de l'exploitation des droits de passage sur le domaine ferroviaire. Elle a absorbé en 1997 une filiale du groupe Cegetel (Cegetel Longue Distance) à la suite de l'entrée de la Générale des Eaux à son capital. 
En même temps, TDS (Telecom Developpement Services) a été créée pour commercialiser les services du 7 (préfixe obtenu lors du tirage au sort organisé par l'autorité de régulation de l'époque, l'ART). TD détenait une licence L33-1 nécessaire pour commercialiser du téléphone sur le territoire français. 
En 2003, elle était détenue à 50,1 % par la SNCF et 49,9 % par Cegetel. 
La SNCF a cédé sa participation à Cegetel en échange de 35 % de cette dernière en 2003, avant de revendre sa part à SFR en 2005 pour 400M€.